# Schrägdach (Militärjargon)

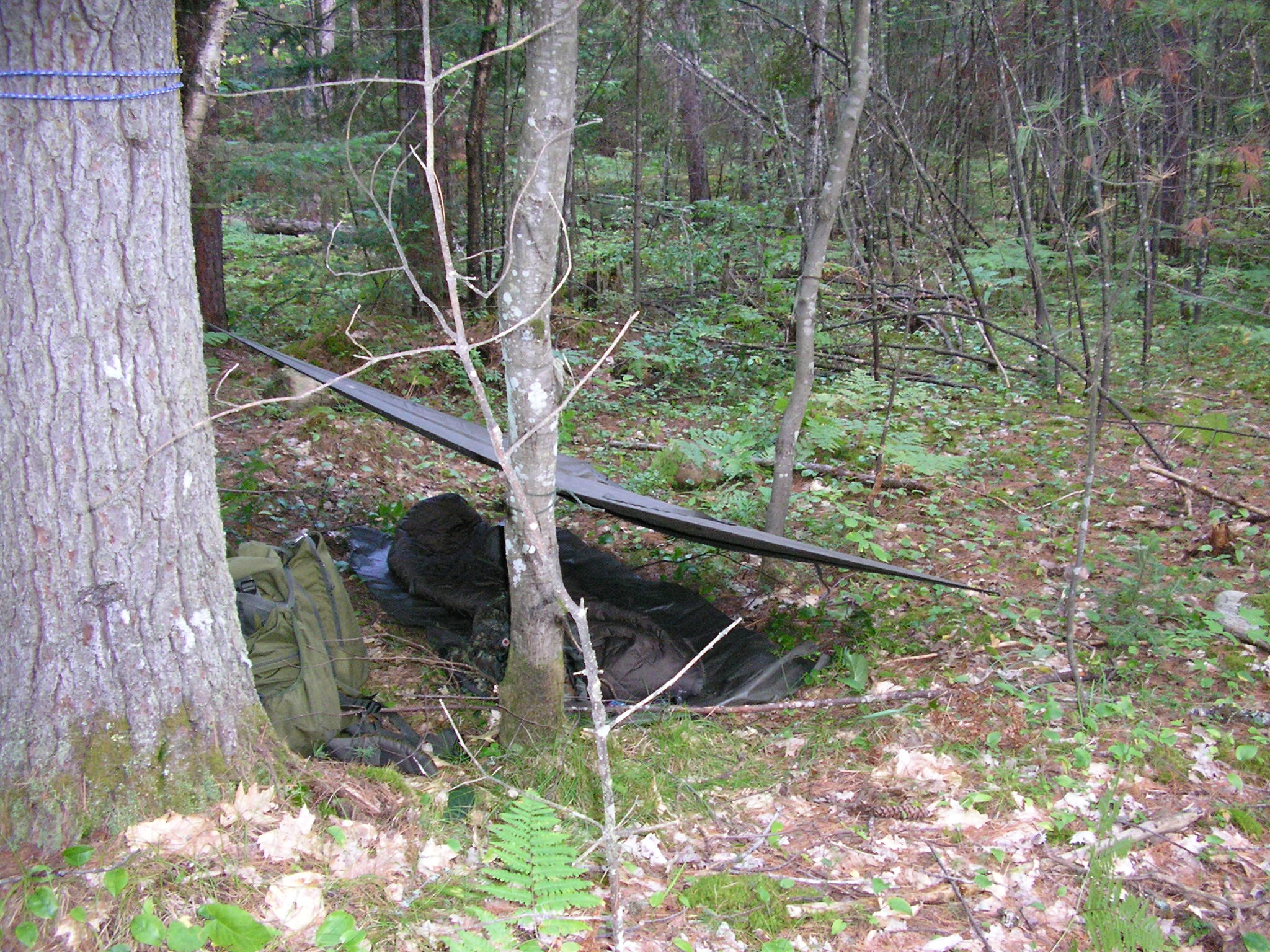
Ein Schrägdach aus einem Poncho

Ein Schrägdach ist ein behelfsmäßiger zeltartiger Wetter- und Sichtschutz für eine oder zwei Personen aus einer Zeltbahn, einem Poncho oder einer anderen wasserabweisenden Plane, der bevorzugt von Soldaten im Feld verwendet wird. Hierzu wird die Plane schräg zwischen zwei Bäumen gespannt, so dass darunter eine regengeschützte Fläche entsteht.
Es bietet sich an, an Poncho oder Zeltplane an den vier Ecken bereits im Vorfeld die notwendigen reißfesten Schnüre zu befestigen. Die Plane muss straff abgespannt werden, damit keine Falten entstehen, in denen sich Niederschlag (Regen oder Schnee) sammeln kann. Alternativ können hierfür auch Expander verwendet werden.
Regelmäßig ist das Schrägdach im Versteck der geeignete Wetterschutz, da sowohl Auf- als auch Abbau nur wenig Zeit in Anspruch nehmen. Hierzu ist es wichtig, dass das Schrägdach mittels eines schnell zu lösenden Knotens (beispielsweise Schleifknoten, Mastwurf) befestigt wird.